# Tauchira hunanensis
Tauchira hunanensis är en insektsart som först beskrevs av Fu, Peng och Z. Zheng 1999.  Tauchira hunanensis ingår i släktet Tauchira och familjen gräshoppor. Inga underarter finns listade i Catalogue of Life.